# Medicine Head
Medicine Head was een Britse bluesrockband. Hun enige grote enige succes was in 1973 met One and One Is One, een nummer 3-hit in de UK Singles Chart. De band nam zes oorspronkelijke albums op.

## Bezetting
- John Fiddler (gitaar, zang, bastrommel)
- Peter Hope-Evans (mondharmonica, mondharp) - Keith Relf verving hem korte tijd
- Roger Saunders (gitaar)
- Rob Townsend (drums)
- George Ford (bas)

## Geschiedenis
Fiddler en Hope-Evans ontmoetten elkaar tijdens het bijwonen van de Wednesfield Grammar School in Wolverhampton en later de Stafford Art School, maar stopten toen en begonnen samen op informele basis op te treden. In of rond 1968 begonnen ze met het uitvoeren van de blues- en rock-'n-rollnummers in pubs en clubs in en rond Birmingham. Radio-dj John Peel zag Fiddler en Hope-Evans optreden in de Lafayette Club en deelde later hun muziek met John Lennon, Eric Clapton en Pete Townshend. Op aandringen van Lennon werd het duo gecontracteerd door Dandelion Records.
De demo-opname van His Guiding Hand werd uitgebracht als single, Peel beschreef het als de goedkoopste single ooit gemaakt en een van de klassieke platen aller tijden en bewaarde de single in zijn doos met meest dierbare platen. Het eerste album New Bottles Old Medicine van het duo werd opgenomen in een enkele sessie van twee uur. Ze toerden met Peel bij veel van zijn optredens, waarbij Peel ze van eigen honorarium betaalde. Hun tweede album Heavy on the Drum werd opgenomen met Keith Relf, voorheen van The Yardbirds, als producent. De single (And The) Pictures in the Sky steeg naar nummer 22 in de UK Singles Chart in 1971. Dit was niet opgenomen op Heavy on the Drum, maar werd toegevoegd aan cd-heruitgaven van hun debuut New Bottles Old Medicine. (And The) Pictures in the Sky was de eerste hit bij Dandelion.
Hope-Evans verliet de band voor meer dan een jaar en Fiddler, Relf (op bas) en drummer John Davies namen het derde album Dark Side of the Moon van de band op en het laatste bij Dandelion. Het werd uitgebracht in 1972, het jaar voor het gelijknamige Pink Floyd-album. Volgens Nicholas Schaffner veranderde Pink Floyd de naam van hun nummer (dat ze al live speelden) kort in Eclipse, totdat het Medicine Head-album een commerciële blindganger bleek te zijn. Het nummer Only To Do What Is True verscheen op de compilatie There Is Some Fun Going Forward uit 1972.
Medicine Head tekende voor Polydor Records en Hope-Evans keerde terug voor het album One & One Is One, geproduceerd door Tony Ashton en opgenomen met verschillende sessiemuzikanten. Het titelnummer werd de grootste hit van de band en bereikte nummer 3 in het Verenigd Koninkrijk in 1973 en ze volgden het op met Rising Sun (#11). Voor het volgende album Thru' A Five werd het duo regelmatig aangevuld met Rob Townsend, voorheen van Family, op drums, Roger Saunders op gitaar en George Ford op bas. Het album bevatte het door Slim Harpo beïnvloede nummer Slip and Slide, dat de laatste hit van de band werd en in 1974 nummer 22 in het Verenigd Koninkrijk bereikte. Ondanks consequent toeren, vaak als voorprogramma, slaagde Medicine Head er niet in om een album in de UK Albums Chart te plaatsen. Voor hun laatste album Two Man Band, opgenomen in de Eel Pie Studios van Pete Townshend, werden ze weer een duo. Medicine Head ontbond uiteindelijk in 1977.
In 2005 bracht Angel Air Records het album Don't Stop The Dance uit. In feite was het een 'verloren' album, met enkele singles uit een niet succesvolle periode bij het WWA-label en een aantal niet-uitgebrachte sessies met een vijfkoppige band. In maart 2007 werd het debuutalbum New Bottles, Old Medicine van Medicine Head opnieuw uitgebracht op cd door Cherry Red Records. In mei 2009 bracht Cherry Red ook One And One Is One - The Very Best Of Medicine Head uit. Fiddler bracht soloalbums uit na het uiteenvallen van de band, maar de blies de naam Medicine Head voor Fiddlersophical in 2011 nieuw leven in.

### Carrières na de breuk
Sinds het uiteenvallen van de band zijn beide leden blijven werken in de muziekindustrie.
Fiddler was lid van British Lions en Box of Frogs en heeft solomateriaal uitgebracht, waaronder het album Return of the Buffalo uit 1995. Hij heeft af en toe de naam Medicine Head nieuw leven ingeblazen, om met hun hits te toeren (medemuzikanten waren onder meer Laurence Archer, Clive Edwards, Mark Luckhurst en James Fox) en om verdere rustige opnamen uit te brengen.
Hope-Evans verscheen op veel albums, het meest prominent met Pete Townshend, en speelde in verschillende bands, waaronder The Dance Band, die het album Fancy Footwork uitbracht in 1980, en meer recentelijk als begeleiding van singer-songwriter Noah Francis.

## Discografie

### Singles
- 1969: His Guiding Hand
- 1970: Coast to Coast (And Shore to Shore)
- 1971: (And The) Pictures in the Sky
- 1972: Kum On
- 1972: Only to Do What Is True
- 1972: How Does It Feel
- 1973: One and One Is One
- 1973: Rising Sun
- 1974: Slip and Slide
- 1974: Mama Come Out
- 1974: (It's Got to Be) Alright
- 1976: It's Natural
- 1976: Me and Suzy Hit the Floor
- 1980: Can't Get Over You
- 2004: Only the Roses

### Albums
- 1970: New Bottles Old Medicine
- 1971: Heavy on the Drum
- 1972: Dark Side of the Moon
- 1973: One & One Is One
- 1974: Thru' a Five
- 1975: Live at the Marquee
- 1976: Two Man Band
- 1995: Timepeace : Live in London – June 1975
- 2005: Don’t Stop the Dance (incl. 3 livenummers)

### Compilaties
- 1972: Pop History Vol 25 (2 lp's)
- 1973: The Best of Medicine Head
- 1974: Medicine Head
- 2001: The Best of Medicine Head
- 2005: Slip and Slide
- 2005: Only the Roses (2 cd's)
- 2009: One and One Is One – The Very Best of Medicine Head